# Blueprint (album, Rory Gallagher)
Blueprint je třetí sólové studiové album irského kytaristy a zpěváka Roryho Gallaghera. Jeho nahrávání probíhalo ve studiích Marquee Studios a Polydor Studios, producentem byl sám Gallagher a album vyšlo v únoru 1973 u vydavatelství Polydor Records. V roce 2000 vyšlo album v reedici doplněné o dvě bonusové skladby.

## Seznam skladeb
Autorem všech skladeb je Rory Gallagher, výjimkou je pouze bonusová píseň „Treat Her Right“, jejímž autorem je Roy Head. Na původním vydání na LP desce byly první čtyři skladby na její první straně a zbylé na druhé.
| Pořadí | Název                              | Délka |
| ------ | ---------------------------------- | ----- |
| 1.     | Walk on Hot Coals                  | 6:59  |
| 2.     | Daughter of the Everglades         | 6:09  |
| 3.     | Banker's Blues                     | 4:42  |
| 4.     | Hands Off                          | 4:27  |
| 5.     | Race the Breeze                    | 6:51  |
| 6.     | Seventh Son of a Seventh Son       | 8:22  |
| 7.     | Unmilitary Two-Step                | 2:45  |
| 8.     | If I Had a Reason                  | 4:27  |
| 9.     | Stompin' Ground (bonus na reedici) | 3:27  |
| 10.    | Treat Her Right (bonus na reedici) | 4:00  |

## Obsazení
- Rory Gallagher – zpěv, kytara, harmonika, mandolína, saxofon
- Gerry McAvoy – baskytara
- Lou Martin – klávesy, kytara
- Rod de'Ath – bicí, perkuse